# John A. Davis
John Alexander Davis (Dallas, 26 ottobre 1961) è un regista, sceneggiatore e illustratore statunitense, attivo nel campo dell'animazione.

## Biografia
Ha ottenuto la nomination ai Premi Oscar 2002 nella categoria miglior film d'animazione per Jimmy Neutron - Ragazzo prodigio.

## Filmografia principale
- 2001 - Jimmy Neutron - Ragazzo prodigio
- 2006 - Ant Bully - Una vita da formica